# Cégep de Saint-Hyacinthe
 (mars 2024).
Si vous disposez d'ouvrages ou d'articles de référence ou si vous connaissez des sites web de qualité traitant du thème abordé ici, merci de compléter l'article en donnant les références utiles à sa vérifiabilité et en les liant à la section « Notes et références ».

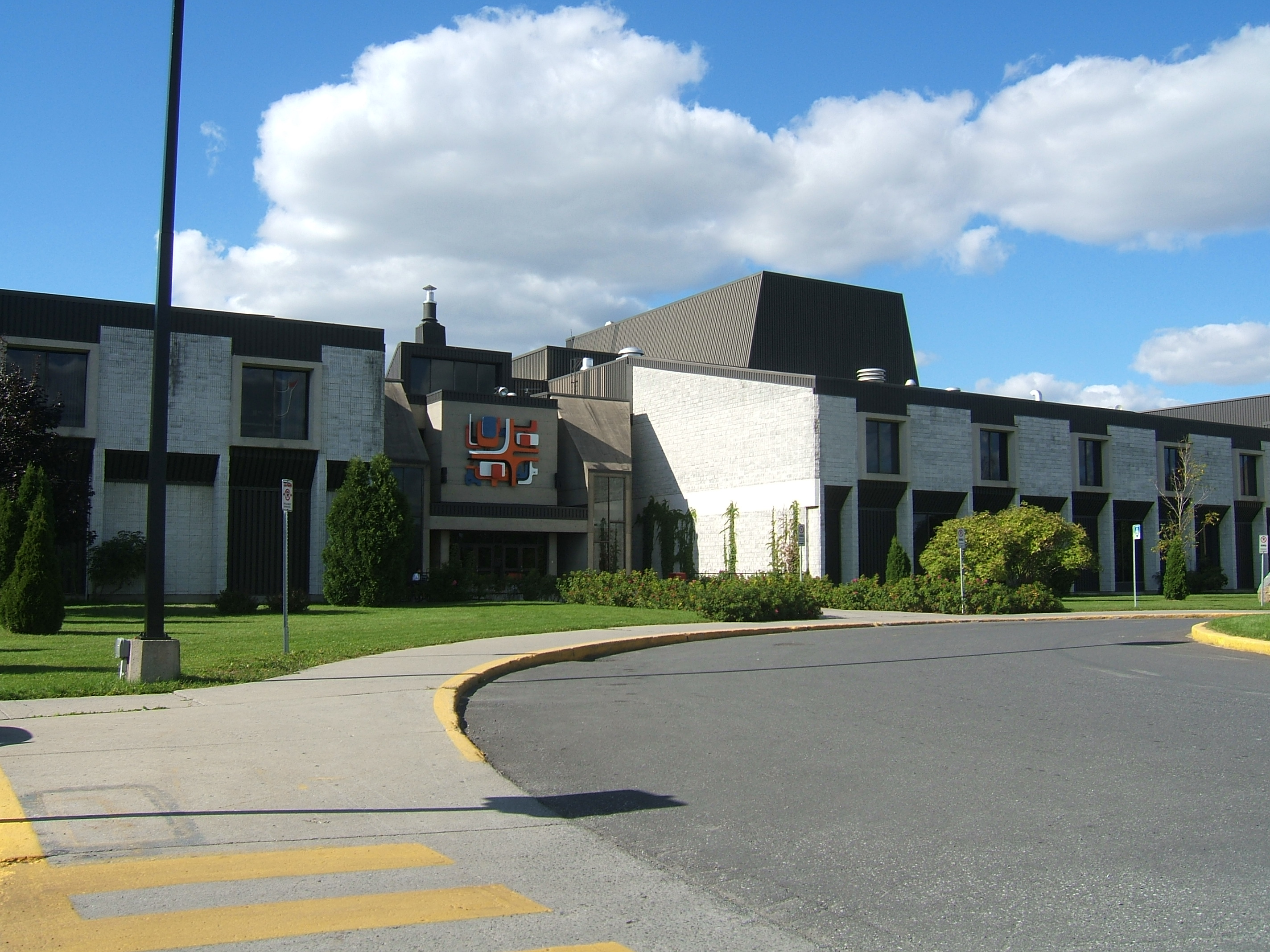
Entrée principale du Cégep de Saint-Hyacinthe.

Le Cégep de Saint-Hyacinthe est un collège d'enseignement général et professionnel situé à Saint-Hyacinthe, dans la province de Québec, au Canada, qui compte plus de 5 000 étudiants répartis dans 26 programmes techniques et préuniversitaires et a été fondé en juin 1968. Le cégep de Chicoutimi dispose d'un campus au Cégep de Saint-Hyacinthe. Le RÉÉCSH offre de nombreux services à ses étudiants.
L'établissement a également la responsabilité de deux centres collégiaux de transfert de technologie, soit Cintech agroalimentaire et le Groupe CTT. Ces deux centres reconnus par le Ministère de l'Éducation, Enseignement supérieur et Recherche offrent des services de recherche et développement, de soutien technique ainsi que de la formation aux entreprises dans leur domaine respectif. Le Cégep est également reconnu pour l'école de théâtre qu'il abrite.

## Liste des programmes offerts

### Secteur préuniversitaire
- Sciences, lettres et arts - 700.A0
- Arts visuels et médiatiques - 510.A0
- Arts, lettres et communication – Cinéma - 500.AG
- Arts, lettres et communication – Littérature et création - 500.AH
- Arts, lettres et communication – Exploration théâtrale - 500.AK
- Sciences informatiques et mathématiques - 200.C0
- Sciences de la nature (Sciences de la santé – Sciences pures et appliquées) - 200.BO
- Sciences humaines (Profil général) Individu – Société – Monde - 300.3O
- Sciences humaines – Profil administration - 300.32

### Secteur technique
- Techniques de diététique - 120.AO
- Technologie d’analyses biomédicales - 140.CO
- Techniques d’éducation à l’enfance - 322.AO
- Techniques d’hygiène dentaire - 111.AO
- Techniques de l’informatique – informatique de gestion - 420.AA
- Techniques de l'informatique|Techniques de l’informatique – gestion de réseaux informatiques - 420.AC
- Techniques de laboratoire – spécialisation biotechnologies (Chimie et Biologie) - 210.AA
- Soins préhospitaliers d’urgence - 181.AO
- Technologie de la mécanique du bâtiment (génie du bâtiment) - 221.CO
- Techniques de santé animale - 145.AO
- Technologie du génie civil - 221.B0
- Soins infirmiers - 180.A
- Techniques de comptabilité et de gestion - 410.BO
- Gestion de commerces - 410.DO
- Conseil en assurances et en services financiers - 410.C0
- Techniques de gestion hôtelière - 430.AO
- Théâtre – Interprétation théâtrale - 561.CO
- Théâtre – Production (Voie A : Décors et costumes – Voie B : Gestion et techniques de scène) - 561.AA - 561.AB

## Historique
En juin 1968, le regroupement de l’enseignement collégial du Séminaire de Saint-Hyacinthe, du Collège Saint-Maurice, de l’Institut des textiles, de l’Institut familial, des écoles normales et de l’École des infirmières donnait naissance au Collège d’enseignement général et professionnel de Saint-Hyacinthe. À cette époque, l’enseignement était encore offert dans plusieurs pavillons différents.
C’est en 1975 que le Cégep de Saint-Hyacinthe a emménagé dans ses locaux actuels. Pendant les années 1970, il a formé, avec les cégeps de Drummondville et de Sorel-Tracy, le Collège régional Bourgchemin. La régionalisation a duré près de dix ans et le Cégep de Saint Hyacinthe retrouva son autonomie en 1980.
À partir du début des années 1980, le Cégep de Saint-Hyacinthe a pu solidifier ses assises et amorcer une nouvelle phase de son développement. Parmi les faits les plus significatifs, citons : la création des deux centres spécialisés, l’un en textile, le Groupe CTT et l’autre en agroalimentaire, Cintech agroalimentaire, la création d’un centre de formation et de services-conseils aux entreprises, Synor, la signature d’ententes avec les universités, et les agrandissements successifs depuis 1990, pour répondre à l’augmentation de la clientèle et à l’ajout de programmes.
| Années               | Directeur général            |
| -------------------- | ---------------------------- |
| 1968-1972 1972-1974* | Henri-Paul Girouard          |
| 1974-1980*           | Paul Lemire                  |
| 1980-1984            | André Bouchard               |
| 1984-1994            | Ray-Marc Dumoulin            |
| 1994-2003            | Serge Cloutier               |
| 2003-2006            | Jean Barbeau                 |
| 2006-2007            | Guy Papillon (intérim)       |
| 2007-2018            | Roger Sylvestre              |
| 2018                 | Diane Dumas (intérim)        |
| 2018-...             | Emmanuel Montini             |
| 2023-2024            | Benoit Lessard (intérim)     |
| 2024-...             | Fanie-Claude Brien (intérim) |

* Ces années correspondent au Cégep régional Bourgchemin.
| Années               | Directeur des études       |
| -------------------- | -------------------------- |
| 1968-1969            | Guy Daudelin               |
| 1969-1970            | Pierre Bernier             |
| 1970-1972 1972-1974* | Jean-Paul Massicotte       |
| 1974-1979*           | André Gosselin             |
| 1979-1980*           | Médéric Grenier (intérim)  |
| 1980-1984            | Ray-Marc Dumoulin          |
| 1984-1985            | Michel Milette (intérim)   |
| 1985-1988            | Luce Goerlach              |
| 1988-1989            | André Racine, (intérim)    |
| 1989-1990            | Claude Giguère             |
| 1990-1993            | Gilles Lépine              |
| 1993                 | Serge Cloutier (intérim)   |
| 1993-1997            | Françoise Richer           |
| 1997-2000            | Nadine Pirotte             |
| 2000                 | Nicole Pion (intérim)      |
| 2000-2006            | Guy Papillon               |
| 2007-2008            | Brigitte Giroux (intérim)  |
| 2008-2010            | Carole Lanoville           |
| 2010-2018            | Pierre Leblanc             |
| 2018-2021            | David Pilon                |
| 2020-2021            | Emmanuel Montini (intérim) |
| 2021-2022            | Michel Ste-Marie           |
| 2022-2023            | Guy Papillon (intérim)     |
| 2023-...             | Wolfgang Krotter           |

* Ces années correspondent au Cégep régional Bourgchemin.
Il est à noter que la rue menant à l'arrière du Cégep de Saint-Hyacinthe est nommée en l'honneur de son premier directeur des études, M. Guy Daudelin.

## Association étudiante

Logo du Regroupement des étudiants et étudiantes du Cégep de Saint-Hyacinthe.

Le Regroupement des étudiants et étudiantes du Cégep de Saint-Hyacinthe (RÉÉCSH) est l'association étudiante du Cégep de Saint-Hyacinthe. C'est un organisme sans but lucratif dont l'objectif est la défense et la promotion des droits et des intérêts des étudiants du cégep de Saint-Hyacinthe. L'association est membre de la FECQ, la Fédération étudiante collégiale du Québec.

## Les équipes sportives[1]
- Basketball
- Flagfootball
- Football
- Volleyball
- Rugby
- Soccer
- Hockey
- Cross-country
- E-Sports
- Golf